# Maria Fuster Martínez
Maria Fuster Martínez (Palma, 4 de març de 1985) és una nedadora mallorquina. La seva especialitat és l'estil lliure. Participà en els Jocs Olímpics de Pequín 2008 en les categories de 100 m lliures, 4x200 m lliures i 4x100 m estils.
Ha estat multicampeona d'Espanya de 50, 100 i 200 m lliures, la seva especialitat, i de relleus, proves en què ha aconseguit diverses plusmarques nacionals. Ha obtingut diverses medalles en els Jocs Mediterranis, en els quals ha participat en tres edicions. Ha estat mundialista a Xangai (2006 i 2011) i a Melbourne (2007), i ha participat en diverses edicions dels Campionats d'Europa, a Madrid, Budapest, Eindhoven, Szczecin i Trieste.
L'any 2012 es va retirar de la competició.